# 问客杜鹃
问客杜鹃（学名：Rhododendron ambiguum）为杜鹃花科杜鹃花属下的一个种。

## 扩展阅读
- 維基物種上的相關：问客杜鹃